# Ульський
Ульський (рос. Ульский) — селище Шовгеновського району Адигеї Росії. Входить до складу Заревського сільського поселення.
Населення — 137 осіб (2015 рік).